# 桜花えり
桜花 えり（おうか えり、1990年4月11日 - ）は、日本の元AV女優、元ストリッパー。プロダクションオフィスブームに所属していた。

## 人物・プロフィール
- 出身地:神奈川県
- 身長:158 cm
- スリーサイズ:B84(E-70)cm、W56cm、H88cm
- 血液型:A型
- 趣味:犬と遊ぶ
- 特技:ピアノ、縄跳び

## 略歴
2010年3月に『サクラサク。』でプレミアムよりAVデビュー。
同年4月よりテレビ東京のバラエティ番組『ちょいとマスカット!』に出演。同番組の女性アイドルグループである恵比寿マスカッツに4期生メンバーとして加入。
2011年12月24日に公式ブログにて同年をもってAV女優を引退することを発表。

## 出演作品

### アダルトビデオ
| 2010年                                                                          | 2010年   | 2010年        | 2010年                              | 2010年         |
| タイトル                                                                        | 発売日   | メーカー      | 他出演                              | 備考           |
| ------------------------------------------------------------------------------- | -------- | ------------- | ----------------------------------- | -------------- |
| サクラサク。                                                                    | 3月7日   | プレミアム    |                                     | デビュー作     |
| 家庭教師は女子大生                                                              | 4月7日   | プレミアム    |                                     |                |
| ぷりっ尻ナース                                                                  | 5月7日   | プレミアム    |                                     |                |
| ブラック会社の新人OL限界凌辱                                                    | 6月7日   | プレミアム    |                                     |                |
| 桜花えりが100％彼女目線でアナタとHな同棲生活。                                  | 7月7日   | プレミアム    |                                     |                |
| ノーパン女教師                                                                  | 8月7日   | プレミアム    |                                     |                |
| 放尿、潮吹き、大失禁。                                                          | 9月7日   | プレミアム    |                                     |                |
| 桜花えりの犯され願望。 〜強制放尿、潮吹き、輪姦〜                               | 10月7日  | プレミアム    |                                     |                |
| Mannish Style 02                                                                | 11月5日  | フルセイル    |                                     |                |
| イケ撮り3PIECE!!!02                                                             | 11月5日  | プレステージ  | 今村美穂、奏麻耶                    |                |
| 家庭教師はバニーガール                                                          | 11月7日  | BeFree        |                                     |                |
| カラダを売りにするS級素人 えり                                                  | 11月12日 | S級素人       |                                     |                |
| 21歳、えり                                                                      | 11月27日 | HMJM          |                                     |                |
| 女教師 中出し20連発                                                             | 12月7日  | アイエナジー  |                                     |                |
| サウナレディのお仕事 7＋（裏）サウナレディのお仕事 口淫・性交サービススペシャル | 12月7日  | SODクリエイト | 星乃せあら、水嶋あずみほか          | オムニバス作品 |
| 麗しの美人OL 4時間 PREMIERE 4                                                   | 12月10日 | BAZOOKA       | 吉川ゆあ、大沢のぞみ、蒼木マナ ほか | オムニバス作品 |
| 内密にお願いします… 〜若妻の犯した過ち〜                                        | 12月16日 | MAGIC         |                                     |                |
| グラマーお姉さん、スケスケ水着でビンビンですよ                                  | 12月24日 | おかず。      |                                     |                |

| 2011年 | 2011年   | 2011年                   | 2011年 | 2011年         |
| タイトル | 発売日   | メーカー                 | 他出演 | 備考           |
| --- | -------- | ------------------------ | --- | -------------- |
| 「女の口は嘘をつく。」 雌女ANTHOLOGY ＃089 | 1月7日   | アウダースジャパン       | |                |
| 東京ブルドック 07 | 1月13日  | プレステージ             | |                |
| OKuBo発 アイドルストーリー 6 | 1月13日  | プレステージ             | 早乙女ルイ、吉田花 |                |
| 挿れっぱなし | 1月15日  | ワープエンタテインメント | |                |
| 文学少女と生徒会長 | 1月20日  | ピーターズ               | 今村美穂 |                |
| 催眠 赤 DX 41 ドキュメント編 | 3月18日  | アウダースジャパン       | |                |
| 催眠 赤 DX 41 スーパーmc編 | 3月18日  | アウダースジャパン       | |                |
| 催眠 赤 DX 41 スーパーコンプリート編 | 3月18日  | アウダースジャパン       | |                |
| 二人のエステティシャンによる魅惑の同調マッサージ シンクロエステの世界へようこそ                                                               | 4月7日   | アキノリ                 | 音羽レオン、可愛りん、橘ひなた、園田ユリア、水嶋あずみ、桃色バンビ、結城みさ | オムニバス作品 |
| 癒らし。 VOL.80 | 4月8日   | アウダースジャパン       | |                |
| 素人OLブッた斬り 2 | 4月8日   | S級素人                  | 星野あいか |                |
| いけない女たち | 4月8日   | LEO                      | 吉田花、橘ひなた | オムニバス作品 |
| 「女に恥をかかせない！男を求めている昼下がりの専業主婦がしかける（視線/パンチラ/密着）の欲情サインを見逃すな！FINAL」                         | 4月21日  | DANDY                    | 加藤梓、水沢真樹、澄川ロア、平子知歌 | オムニバス作品 |
| 完全着衣痴漢 | 5月7日   | ナチュラルハイ           | 舞野まや、水城奈緒、木下若菜 | オムニバス作品 |
| The SEX 8 | 5月13日  | LEO                      | 北川千尋 | オムニバス作品 |
| 本番デリヘルを呼んだら嫁の妹が来た | 5月19日  | ナチュラルハイ           | 椎名みくる、櫻井ともか | オムニバス作品 |
| 絶対に手を出してはいけない相手を夜這いしちゃった俺 3                                                                                          | 6月4日   | アキノリ                 | 音羽レオン、後藤リサ、桃色バンビ | オムニバス作品 |
| 家庭教師レズビアン 小春 桜花えり | 6月19日  | アンナと花子             | 小春 |                |
| 濡れた髪を初めて見せてくれた君 ＃01 | 6月24日  | ONE DA FULL              | |                |
| 就活中 現役女子大生 スペシャル野球拳 | 7月7日   | SODクリエイト            | |                |
| 出産して急激に感度があがったママチャリ早漏妻 2                                                                                                | 7月7日   | ナチュラルハイ           | まりか、柳田やよい | オムニバス作品 |
| バレないように息子の彼女に手を出した俺 | 8月6日   | アキノリ                 | 紗奈、北川瞳、前田陽菜 | オムニバス作品 |
| 手コキクリニック 人間ドック・性機能検査スペシャル                                                                                             | 8月6日   | SODクリエイト            | 中居ちはる、日下部楓、こずえまき、羽月希、早坂このみ |                |
| 美少女達のおもらし顔騎オナニー | 8月25日  | アロマ企画               | 有村千佳、金崎あい、早乙女さくら、本田美沙、桐乃向日葵 | オムニバス作品 |
| 小悪魔美少女に接吻で骨抜きにされちゃった僕。3                                                                                                 | 8月25日  | アロマ企画               | 坂本ひかり、早乙女さくら、あずみ恋 | オムニバス作品 |
| 制服縞パンポニーテール | 8月26日  | TMA                      | 水玉レモン、愛音まひろ、長谷川しずく、西山希、つぼみ | オムニバス作品 |
| 恥じらいのあしのうら vol.4 | 9月5日   | フリーダム               | 他計22名 | オムニバス作品 |
| 酔い潰れたリクルートスーツの女を痴漢しちゃった俺                                                                                              | 9月8日   | アキノリ                 | 大沢美加、前田陽菜、水嶋あずみ | オムニバス作品 |
| 女の子が絶対拒否しないイエスマンになった！ | 9月8日   | ROCKET                   | 藤咲莉雨、鮎川千里、石川里菜 |                |
| 巫女中出し強姦 | 9月9日   | TMA                      | 水玉レモン、愛音まひろ、つぼみ、長谷川しずく、西山希 | オムニバス作品 |
| 満員電車 尻コキ痴漢 | 9月9日   | TMA                      | 朝香涼、坂本ひかり、桐岡さつき、中居ちはる、栗林里莉、つぼみ、今井美穂 | オムニバス作品 |
| ヨコフェラ! | 9月16日  | SEX Agent                | 柏木ゆり、橋乃いちか、葵まりあ、桐生さくら | オムニバス作品 |
| 超・萌手コキ | 9月16日  | SEX Agent                | 琥珀うた、橋乃いちか、西野まお、青空小夏 | オムニバス作品 |
| ち○ぽ洗い屋のお仕事 10 | 9月20日  | SODクリエイト            | 寿ありさ、長澤あずさ、中居ちはる、大堀香奈、広瀬ゆなほか | オムニバス作品 |
| 看護婦コスプレセックスのし過ぎでカレシが病院にいく度にフル勃起                                                                                | 9月23日  | バルタン                 | |                |
| 新B.B.ボーイズに目覚めちゃった僕。 | 9月25日  | アロマ企画               | 篠原友里恵、本田美沙、有村千佳、楓乃々花、桐乃向日葵 | オムニバス作品 |
| MOODYZファン感謝祭 バコバコバスツアー2011 AVアイドルNo.1決定戦SP!!                                                                            | 10月1日  | MOODYZ                   | 北川瞳、仁科百華、琥珀うた、朝倉ことみ、小嶋ジュンナ、長谷川しずく、朝田ばなな、倉木みお、大堀香奈、雫パイン、吉田花、つくし、みづなれい、つぼみ、あざみねね                               |                |
| 起きているのは俺と彼女の親友だけ…さてどうする?                                                                                                | 10月6日  | アキノリ                 | 哀川りん、西尾かおり、ゆうきさやか | オムニバス作品 |
| 逃亡中 浅乃ハルミ AIKA 真木今日子 桜花えり | 10月6日  | ATOM                     | AIKA、真木今日子、浅乃ハルミ |                |
| 思春期に痴漢されて以来、痴漢でしか濡れなくなった悲しい女達。                                                                                  | 10月6日  | Hunter                   | しずく、里崎あかね、浅乃ハルミ、真木今日子 | オムニバス作品 |
| 突然、連続2回しゃぶられちゃった僕。DX-II G-18ver.                                                                                             | 10月13日 | アロマ企画               | 坂本ひかり、早乙女さくら、相沢えみり、 仲野希、楓乃々花、桐谷あや、本田美沙 | オムニバス作品 |
| 巨乳巨尻若妻美少女 悶絶着衣交尾映像集 | 10月21日 | SEX Agent                | 青空小夏、南レイ、来栖ひなた、来栖あさみ | オムニバス作品 |
| MOODYZファン感謝祭 うらバコバコバスツアー2011 補欠者救済プロジェクト!!                                                                        | 11月1日  | MOODYZ                   | 北川瞳、仁科百華、琥珀うた、朝倉ことみ、小嶋ジュンナ、長谷川しずく、朝田ばなな、倉木みお、大堀香奈、雫パイン、吉田花、つくし、みづなれい、つぼみ、あざみねね、晶エリー、葵まりあ、桐谷あや |                |
| 家族にバレないように兄貴の嫁とやっちゃった俺                                                                                                  | 11月5日  | アキノリ                 | 西尾かおり、紗奈、森ななこ | オムニバス作品 |
| 尻コキマエストロ 極上桃尻悶絶摩擦集 | 11月18日 | SEX Agent                | 桐生さくら、橋乃いちか、金沢里美、有村千佳 | オムニバス作品 |
| 再婚相手の娘とやっちゃった俺 | 12月8日  | アキノリ                 | 三浦涼花 |                |
| 一生懸命なあまり無意識のうちに大きな胸を押し当てながら施術し、男を勃起させてしまう罪深き巨乳整体師は、自分が勃たせてしまった勃起チ○ポに発情！ | 12月8日  | Hunter                   | 浅乃ハルミ、AIKA、美緒みくる、青空小夏、田中志乃 | オムニバス作品 |
| 「退院まであと7時間！ 憧れのスレンダー看護師が思わず勃起チ○ポにキスしたくなる 最後の夜の過ごし方」VOL.1                                       | 12月22日 | DANDY                    | 陽菜 |                |

| 2012年 | 2012年  | 2012年         | 2012年                                                                   | 2012年         |
| タイトル | 発売日  | メーカー       | 他出演                                                                   | 備考           |
| --- | ------- | -------------- | ------------------------------------------------------------------------ | -------------- |
| てんしんらんまん | 1月1日  | S-Cute         |                                                                          |                |
| 「目隠し」「耳栓」「拘束」で『視覚』『聴覚』『自由』を奪われ自分にしか聞こえない脳に響く震動音に狂う絶頂痙攣女             | 1月7日  | ナチュラルハイ | 羽月希、櫻井ともか                                                       | オムニバス作品 |
| パン線OLのピタパン尻コキ                                                                                                   | 1月20日 | S♥E♥X Agent    | 悠月舞、AIKA、愛原さえ、眞木あずさ                                       | オムニバス作品 |
| 奴隷秘書課の女たち3 | 2月7日  | アタッカーズ   | かすみゆら、黒岩まこと                                                   |                |
| サラリーマンだらけの通勤バスに乗ってきたイケてるギャルカップル！彼氏を混雑に紛れて引離し、ギャルをこっそり痴漢レイプ!!VOL2 | 3月8日  | GARCON         | 三浦涼花、吉田花 ほか                                                    | オムニバス作品 |
| あしこきちゃん | 3月16日 | S♥E♥X Agent    | 藤原ひとみ、篠田ゆう、葵なつ、成美雪菜、安達なつみ、花瀬かりん、初美沙希 | オムニバス作品 |
| 二人きりの温泉旅行 | 4月1日  | S-Cute         |                                                                          |                |
| 一発レンタル AV女優を貸出します                                                                                            | 5月19日 | アキノリ       | 成瀬心美、三浦涼花                                                       | オムニバス作品 |

## テレビ出演
- ちょいとマスカット! （2010年4月7日 - 2010年9月29日、テレビ東京）
- 桃のささやき #10（2010年11月10日初回放送、MONDO TV）